# Officially Missing You
"Officially Missing You" är en slow jam framförd av den kanadensiska R&B-sångerskan Tamia, skriven och producerad av Channel 7 till sångerskans tredje studioalbum More (2004). 
I balladen sjunger sångerskan att hon saknar sin kärlekspartner. Spåret innehar en akustisk karaktär och utgörs nästan helt av en gitarr och Tamias atletiska sångröst. "Officially Missing You" gavs ut som skivans ledande singel den 15 juli 2003. Tamias första singelrelease som soloartist sedan 2001:s "Tell Me Who", blir sångerskans hittills lägst-listpresterande ledande singel på USA:s R&B-lista Billboard Hot R&B/Hip-Hop Songs. Där tog sig balladen till en 31:a plats. Singeln misslyckades att slå igenom på andra format än R&B och tog sig därför endast till en 83:e plats på Billboard Hot 100. Dansremixen av "Officially Missing You" klättrade till en 4:e plats i USA. Låten fick främst positiv kritik från media; Ebony Magazine beskrev låten som "tryckande het". Allmusic skrev i deras recension; "Tamia levererar ett stabilt nummer redan från första ton." Följande år mottog Tamia en Grammy Award-nominering med utmärkelsen "Best Female R&B Vocal Performance".
Singelns musikvideo utspelar sig en varm dag i en urban stadsmiljö.

## Format och innehållsförteckningar
- Amerikansk Maxi/CD-singel

1. Officially Missing You [Album Version]
2. Officially Missing You [MIDI Mafia Remix]
3. Officially Missing You [Rizzo Global Club Mix]
4. Officially Missing You [Rizzo Sexy Radio]
5. Officially Missing You [Felix's Hechtic Club Mix]
6. Officially Missing You [Felix's Hechtic Dub Mix]

## Listor
| Lista (2004)                                | Topposition |
| ------------------------------------------- | ----------- |
| Amerikanska Billboard Hot 100               | 83          |
| Amerikanska Billboard Hot R&B/Hip-Hop Songs | 31          |
| Amerikanska Billboard Rhythmic Top 40       | 36          |
| Amerikanska Billboard Hot Dance Club Play   | 4           |